# Gonioscelis pickeri
Gonioscelis pickeri là một loài ruồi trong họ Asilidae. Gonioscelis pickeri được Londt miêu tả năm 2004. Loài này phân bố ở vùng nhiệt đới châu Phi.